# Eleccions generals del Brasil de 2022
Les eleccions generals del Brasil del 2022 es va dur a terme el 2 d'octubre del 2022 amb l'objectiu d'escollir el president, el vicepresident i el Congrés Nacional. Les eleccions per a governadors i vicegovernadors estatals, Assemblees Legislatives Estatals i del Districte Federal es van realitzar en paral·lel. Segons una decisió del 2020 del Tribunal Superior Electoral, els partits polítics havien d'assignar part de les seves llistes i temps d'emissió durant la campanya electoral a candidats afrobrasilers.
La Cort Superior Electoral va estimar la participació en 148 milions de votants, cosa que ubica el país com la segona democràcia més gran de l'hemisferi occidental i una de les més grans del món.

## Sistema electoral
El vot al Brasil està permès per a ciutadans més grans de 16 anys i és obligatori per a aquells entre 18 i 70 anys. Aquells que no votin en una elecció i després no presentin una justificació acceptable (com estar absents del seu lloc de votació en aquell moment) han de pagar una multa de 3,51 BRL (0,66 € a la data de les eleccions). Els ciutadans brasilers amb el seu títol d'elector transferit a l'estranger, només poden votar per elegir president.

### Eleccions presidencials

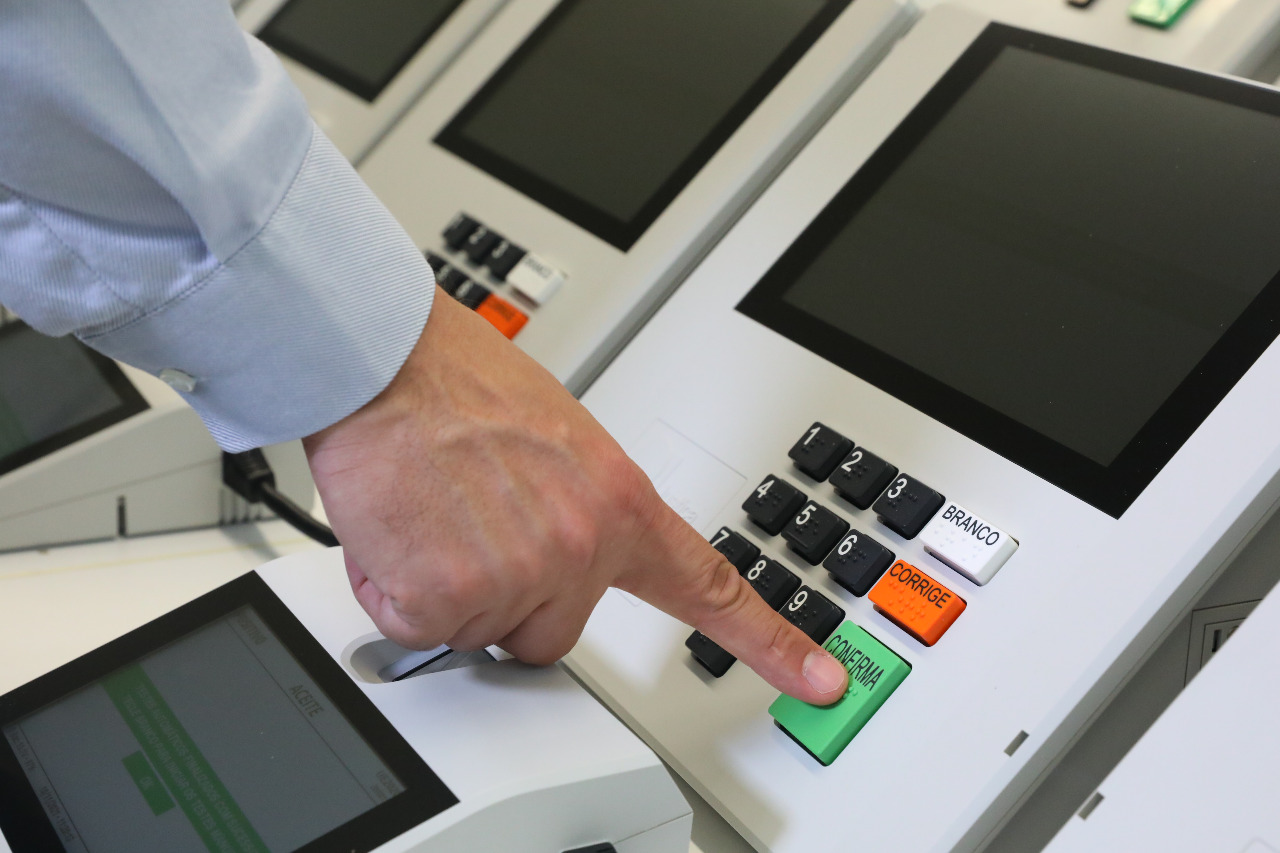
Model d'urna electrònica emprada en les eleccions de 2022 al Brasil

El president i el vicepresident del Brasil s'escollen mitjançant el sistema electoral majoritari a dues voltes. No hi ha circumscripcions electorals, de tal manera que cada vot val igual independentment de l'estat o municipi on es voti. Si un candidat rep més de 50% dels vots totals, és elegit sense necessitat d'una segona volta. Però si cap candidat no obté majoria absoluta, es duria a terme una segona ronda de votacions. A la segona volta només hi participarien els dos candidats que van obtenir més vots en la primera volta. El guanyador de la segona volta seria triat president del Brasil.

### Eleccions de governadors
Els governadors i vicegovernadors de tots els estats i del districte federal es trien mitjançant el mateix sistema que el de la presidència del govern, amb un sistema de segona volta electoral opcional entre els dos candidats més votats fins a obtenir una victòria per majoria absoluta. El territori de cada estat no està dividit en circumscripcions.

### Senat
El Senat del Brasil està compost per 81 membres, tres per cada un dels 26 estats, més tres del Districte Federal; amb mandats de 8 anys. La renovació es divideix en dues tandes, cada 4 anys, de tal manera que en unes eleccions es renoven 54 escons i, en les següents, es renoven els 27 restants. En les eleccions de 2022 es van renovar només 27 escons, per tant cada unitat federativa en triava un. Les votacions es resolen en un únic torn, per majoria simple.

### Cambra de Diputats
Els 513 membres de la Cambra de Diputats van ser elegits de 27 districtes electorals multinominals, corresponents als estats i el Districte Federal, que varien en mida de 8 a 70 escons, en sistema proporcional. Les eleccions de la Cambra es van dur a terme utilitzant l'escrutini proporcional plurinominal de llistes obertes, amb escons assignats utilitzant el quocient simple. Els seients restants s'assignen mitjançant el mètode d'Hondt.

### Assemblees Legislatives Estatals
Van ser elegits tots els membres de les Assemblees Legislatives Estatals i la Cambra Legislativa del Districte Federal, que variaven en grandària, de 24 a 94 escons cadascuna. Aquestes eleccions també es duien a terme fent servir la representació proporcional de llista oberta, amb escons assignats utilitzant el quocient simple. El sistema parlamentari estatal del Brasil és unicameral.

## Eleccions a la Presidència

### Candidats
Els polítics següents han anunciat la seva candidatura. Els partits polítics tenen fins al 15 d'agost del 2022 per registrar formalment els seus candidats.
| Candidat a president | Candidat a president                                           | Imatge                    | Càrrec                                        | Partit/ Coalició       | Candidat a vicepresident                                                | Imatge          | Càrrec                                                           | Partit / Coalició   | Ref                         |
| -------------------- | -------------------------------------------------------------- | ------------------------- | --------------------------------------------- | ---------------------- | ----------------------------------------------------------------------- | --------------- | ---------------------------------------------------------------- | ------------------- | --------------------------- |
|                      | Jair Bolsonaro Partit Liberal (PL)                             | Jair Bolsonaro            | President del Brasil (des de 2019)            | Logo of Liberal Party  | Walter Souza Braga Netto Partit Liberal (PL)                            |                 | Ministre de Defensa (2021-2022) Cap de la Casa Civil (2020-2021) | Pelo Bem do Brasil  | [ 11 ] [ 12 ] [ 13 ] [ 14 ] |
|                      | Luiz Felipe d'Ávila Partit Nou (NOVO)                          |                           | Sense càrrec públic previ                     |                        | Tiago Mitraud Partit Nou (NOVO)                                         |                 | Diputat federal per Minas Gerais (des de 2019)                   |                     | [ 15 ]                      |
|                      | José Maria Eymael Democràcia Cristiana (DC)                    |                           | Diputat federal per São Paulo (1986–1995)     |                        | João Barbosa Bravo Democràcia Cristiana (DC)                            |                 | Sense càrrec públic previ                                        |                     |                             |
|                      | Ciro Gomes Partit Democràtic Laborista (PDT)                   | Ciro Gomes                | Diputat federal per Ceará (2007–2011)         | Logo of PDT            | Ana Paula Matos Partit Democràtic Laborista (PDT)                       |                 | Vicealcaldesa de Salvador (des de 2021)                          |                     | [ 16 ]                      |
|                      | Kelmon Souza Partit Laborista Brasiler (PTB)                   |                           | Sense càrrec públic previ                     |                        | Pastor Gamonal Partit Laborista Brasiler (PTB)                          |                 | Sense càrrec públic previ                                        |                     | [ 17 ]                      |
|                      | Sofia Manzano Partit Comunista Brasiler (PCB)                  |                           | Sense càrrec públic previ                     |                        | Antonio Alves da Silva Partit Comunista Brasiler (PCB)                  |                 | Sense càrrec públic previ                                        |                     |                             |
|                      | Leonardo Péricles Unitat Popular (UP)                          |                           | Sense càrrec públic previ                     |                        | Samara Martins Unitat Popular (UP)                                      |                 | Sense càrrec públic previ                                        |                     | [ 18 ] [ 19 ] [ 20 ]        |
|                      | Vera Lúcia Partit Socialista dels Treballadors Unificat (PSTU) |                           | Sense càrrec públic previ                     |                        | Künã Yporã Tremembé Partit Socialista dels Treballadors Unificat (PSTU) |                 | Sense càrrec públic previ                                        |                     |                             |
|                      | Luiz Inácio Lula da Silva Partit dels Treballadors (PT)        | Luís Inácio Lula da Silva | President del Brasil (2003–2010)              | Logo of Workers' Party | Geraldo Alckmin Partit Socialista Brasiler (PSB)                        | Geraldo Alckmin | Governador de São Paulo (2011–2018)                              | Brasil da Esperança | [ 21 ] [ 22 ] [ 23 ] [ 24 ] |
|                      | Simone Tebet Moviment Democràtic Brasiler (MDB)                |                           | Senadora per Mato Grosso do Sul (des de 2015) |                        | Mara Gabrilli Partit de la Socialdemocràcia Brasilera (PSDB)            |                 | Senadora per São Paulo (des de 2019)                             | Brasil para todos   |                             |
|                      | Soraya Thronicke Unió Brasil (UB)                              |                           | Senadora per Mato Grosso do Sul (des de 2019) |                        | Marcos Cintra Unió Brasil (UB)                                          |                 | Diputat federal per São Paulo (1999–2003)                        |                     |                             |

### Resultats
| Candidat a presidència    | Partit                                       | Candidat a vicepresidència | Partit                                       | Primera volta | Primera volta | Segona volta | Segona volta |
| Candidat a presidència    | Partit                                       | Candidat a vicepresidència | Partit                                       | Vots          | %             | Vots         | %            |
| ------------------------- | -------------------------------------------- | -------------------------- | -------------------------------------------- | ------------- | ------------- | ------------ | ------------ |
| Luiz Inácio Lula da Silva | Partit dels Treballadors                     | Geraldo Alckmin            | Partit Socialista Brasiler                   | 57.259.504    | 48.43 %       | 60.345.999   | 50,90%       |
| Jair Bolsonaro            | Partit Liberal                               | Walter Braga Netto         | Partit Liberal (Brasil)                      | 51.072.345    | 43,20 %       | 58.206.354   | 49,10%       |
| Simone Tebet              | Moviment Democràtic Brasiler                 | Mara Gabrilli              | Partit de la Socialdemocràcia Brasiler       | 4.915.423     | 4,16 %        |              |              |
| Ciro Gomes                | Partit Democràtic Laborista                  | Ana Paula Matos            | Partit Democràtic Laborista                  | 3.599.287     | 3,04 %        |              |              |
| Soraya Thronicke          | Unió Brasilera                               | Marcos Cintra              | Unió Brasilera                               | 600.955       | 0,51 %        |              |              |
| Luiz Felipe D'Ávila       | Partit Nou                                   | Tiago Mitraud              | Partit Nou                                   | 559.708       | 0,47 %        |              |              |
| Kelmon Souza              | Partit Laborista Brasiler                    | Luiz Cláudio Gamonal       | Partit Laborista Brasiler                    | 81.129        | 0,07 %        |              |              |
| Leonardo Péricles         | Unitat Popular                               | Samara Martins             | Unitat Popular                               | 53.519        | 0,05 %        |              |              |
| Sofia Manzano             | Partit Comunista Brasiler                    | Antonio Alves da Silva     | Partit Comunista Brasiler                    | 45.620        | 0,04 %        |              |              |
| Vera Lúcia                | Partit Socialista dels Treballadors Unificat | Künã Yporã Tremembé        | Partit Socialista dels Treballadors Unificat | 25.625        | 0,02 %        |              |              |
| José Maria Eymael         | Democràcia Cristiana                         | João Barbosa Bravo         | Democràcia Cristiana                         | 16.604        | 0,01 %        |              |              |
| Font:                     |                                              |                            |                                              |               |               |              |              |
| Vots vàlids               | Vots vàlids                                  | Vots vàlids                | Vots vàlids                                  | 118.229.719   | 95,59 %       | 118.552.353  | 95,41 %      |
| Vots nuls                 | Vots nuls                                    | Vots nuls                  | Vots nuls                                    | 3.487.874     | 2,82 %        | 3.930.765    | 3,16 %       |
| Vots en blanc             | Vots en blanc                                | Vots en blanc              | Vots en blanc                                | 1.964.779     | 1,59 %        | 1.769.678    | 1,43 %       |
| Participació total        | Participació total                           | Participació total         | Participació total                           | 123.682.372   | 100,00 %      | 124.252.796  | 100,00 %     |
| Abstenció                 | Abstenció                                    | Abstenció                  | Abstenció                                    | 32.770.982    | 20,95 %       | 32.200.558   | 20,59 %      |
| Cens electoral            | Cens electoral                               | Cens electoral             | Cens electoral                               | 156.453.354   |               |              |              |

### Distribució del vot en primera ronda

Distribució del vot per Lula (PT).
Distribució del vot per Jair Bolsonaro (PL)
Distribució del vot per Simone Tebet (MDB)
Distribució del vot per Ciro Gomes (PDT)
Candidats amb menys d'un 1% de vots.

### Canvi de vot de la primera a la segona volta

Guany en quota de vots per estats de Lula entre la primera i segona voltes
Guany en quota de vots per estats de Bolsonaro entre la primera i segona voltes

### Repercussió
La victòria de Lula va ser titllada pels bolsonaristes com un frau electoral anticipat. Es van realitzar diverses protestes des del mateix moment que es van confirmar els resultats de la segona volta, culminant amb l'Assalt als Tres Poders del Brasil de gener de 2023.

## Governadors electes
Dels 27 governadors elegits, 12 van haver de disputar el segon torn el 30 d'octubre. Respecte la legislatura 2019-2022, 18 governadors van continuar en el càrrec.
| Estat               | Governador          | Partit       | Vice-governador      |
| ------------------- | ------------------- | ------------ | -------------------- |
| Acre                | Gladson Cameli      | PP           | Mailza Gomes         |
| Alagoas             | Paulo Dantas        | MDB          | Ronaldo Lessa        |
| Amapá               | Clécio Luís         | SD           | Antônio Teles Júnior |
| Amazonas            | Wilson Lima         | UNIÃO        | Tadeu de Souza       |
| Bahia               | Jerônimo Rodrigues  | PT           | Geraldo Júnior       |
| Ceará               | Elmano de Freitas   | PT           | Jade Romero          |
| Districte Federal   | Ibaneis Rocha       | MDB          | Celina Leão          |
| Espírito Santo      | Renato Casagrande   | PSB          | Ricardo Ferraço      |
| Goiás               | Ronaldo Caiado      | UNIÃO        | Daniel Vilela        |
| Maranhão            | Carlos Brandão      | PSB          | Felipe Camarão       |
| Mato Grosso         | Mauro Mendes        | UNIÃO        | Otaviano Pivetta     |
| Mato Grosso do Sul  | Eduardo Riedel      | PSDB         | José Carlos Barbosa  |
| Minas Gerais        | Romeu Zema          | NOVO         | Mateus Simões        |
| Pará                | Helder Barbalho     | MDB          | Hana Ghassan         |
| Paraíba             | João Azevêdo        | PSB          | Lucas Ribeiro        |
| Paraná              | Ratinho Junior      | PSD          | Darci Piana          |
| Pernambuco          | Raquel Lyra         | PSDB         | Priscila Krause      |
| Piauí               | Rafael Fonteles     | PT           | Themistocles Filho   |
| Rio de Janeiro      | Cláudio Castro      | PL           | Thiago Pampolha      |
| Rio Grande do Norte | Fátima Bezerra      | PT           | Walter Alves         |
| Rio Grande do Sul   | Eduardo Leite       | PSDB         | Gabriel Souza        |
| Rondônia            | Marcos Rocha        | UNIÃO        | Sérgio Gonçalves     |
| Roraima             | Antonio Denarium    | PP           | Edilson Damião       |
| Santa Catarina      | Jorginho Mello      | PL           | Delegada Marilisa    |
| São Paulo           | Tarcísio de Freitas | Republicanos | Felicio Ramuth       |
| Sergipe             | Fábio Mitidieri     | PSD          | Zezinho Sobral       |
| Tocantins           | Wanderlei Barbosa   | Republicanos | Laurez Moreira       |

| Partit       | Governadors |
| ------------ | ----------- |
| PT           | 4           |
| UNIÃO        | 4           |
| MDB          | 3           |
| PSB          | 3           |
| PSDB         | 3           |
| PL           | 2           |
| PP           | 2           |
| PSD          | 2           |
| Republicanos | 2           |
| NOVO         | 1           |
| SD           | 1           |

## Eleccions al Congrés Nacional
El Congrés Nacional del Brasil és l'òrgan constitucional bicameral format per la Cambra de Diputats i pel Senat. La nova configuració després de les eleccions va donar una ampla majoria als partits de dreta:
| PCdoB: 6 PSOL: 12 PT: 67 PSB: 14 PDT: 17 REDE: 2 PV: 6 Solidariedade: 4 | Cidadania: 5 Avante: 7 PROS: 4 PSDB: 13 PSD: 42 MDB: 42 PODE: 12 NOVO: 3 | UNIÃO: 59 PP: 47 PL: 99 Republicanos: 41 PSC: 6 PTB: 1 Patriota: 4 |

| PT: 9 PSB: 1 PDT: 3 REDE: 1 Cidadania: 1 PSDB: 4 MDB: 10 PODE: 6 | PROS: 1 PSD: 11 UB: 10 PP: 6 Republicanos: 3 PSC: 2 PL: 13 |

### Nous senadors electes
Aquesta és la llista dels 27 escons que hi havia en joc, amb l'ocupant sortint i el nou senador electe. Només 5 van renovar el càrrec.
| Estat               | Senadors en el càrrec (2015-2023) | Partit              | Senadores electes (2023-2031) | Partit       |
| ------------------- | --------------------------------- | ------------------- | ----------------------------- | ------------ |
| Acre                | Mailza Gomes                      | PP                  | Alan Rick                     | UNIÃO        |
| Alagoas             | Fernando Collor                   | PTB                 | Renan Filho                   | MDB          |
| Amapá               | Davi Alcolumbre                   | Davi Alcolumbre     | Davi Alcolumbre               | UNIÃO        |
| Amazonas            | Omar Aziz                         | Omar Aziz           | Omar Aziz                     | PSD          |
| Bahia               | Otto Alencar                      | Otto Alencar        | Otto Alencar                  | PSD          |
| Ceará               | Tasso Jereissati                  | PSDB                | Camilo Santana                | PT           |
| Districte Federal   | José Reguffe                      | Sem partido         | Damares Alves                 | Republicanos |
| Espírito Santo      | Rose de Freitas                   | MDB                 | Magno Malta                   | PL           |
| Goiás               | Luiz Carlos do Carmo              | PSC                 | Wilder Morais                 | PL           |
| Maranhão            | Roberto Rocha                     | PTB                 | Flávio Dino                   | PSB          |
| Mato Grosso         | Wellington Fagundes               | Wellington Fagundes | Wellington Fagundes           | PL           |
| Mato Grosso do Sul  | Simone Tebet                      | MDB                 | Tereza Cristina               | PP           |
| Minas Gerais        | Alexandre Silveira                | PSD                 | Cleitinho Azevedo             | PSC          |
| Pará                | Paulo Rocha                       | PT                  | Beto Faro                     | PT           |
| Paraíba             | Nilda Gondim                      | MDB                 | Efraim Morais Filho           | UNIÃO        |
| Paraná              | Alvaro Dias                       | PODE                | Sergio Moro                   | UNIÃO        |
| Pernambuco          | Fernando Bezerra Coelho           | MDB                 | Teresa Leitão                 | PT           |
| Piauí               | Elmano Férrer                     | PODE                | Wellington Dias               | PT           |
| Rio de Janeiro      | Romário                           | Romário             | Romário                       | PL           |
| Rio Grande do Norte | Jean-Paul Prates                  | PT                  | Rogério Marinho               | PL           |
| Rio Grande do Sul   | Lasier Martins                    | PODE                | Hamilton Mourão               | Republicanos |
| Rondônia            | Acir Gurgacz                      | PDT                 | Jaime Bagattoli               | PL           |
| Roraima             | Telmário Mota                     | PROS                | Hiran Gonçalves               | PP           |
| Santa Catarina      | Dário Berger                      | PSB                 | Jorge Seif                    | PL           |
| São Paulo           | José Serra                        | PSDB                | Marcos Pontes                 | PL           |
| Sergipe             | Maria do Carmo Alves              | UNIÃO               | Laércio Oliveira              | PP           |
| Tocantins           | Kátia Abreu                       | PP                  | Dorinha Rezende               | UNIÃO        |

## Eleccions a les Assemblees Legislatives Estatals
En total, el 2 d'octubre es van elegir 1035 diputats estatals, repartits entre els 26 estats i el Districte Federal. Els resultats, acumulats per partit polític, van ser:
| Partit       | Diputats estatals | Partit        | Diputats estatals | Partit | Diputats estatals |
| ------------ | ----------------- | ------------- | ----------------- | ------ | ----------------- |
| PL           | 125               | PODE          | 28                | PTB    | 8                 |
| PT           | 115               | PSOL          | 22                | PRTB   | 7                 |
| UNIÃO        | 98                | PSC           | 20                | PMN    | 6                 |
| MDB          | 94                | PC do B       | 18                | REDE   | 6                 |
| PP           | 87                | Solidariedade | 18                | Agir   | 5                 |
| PSD          | 78                | Cidadania     | 17                | NOVO   | 5                 |
| Republicanos | 76                | Patriota      | 17                | PMB    | 3                 |
| PSB          | 54                | PV            | 17                | DC     | 1                 |
| PSDB         | 45                | Avante        | 14                |        |                   |
| PDT          | 43                | PROS          | 8                 |        |                   |